# Bastilla arcuata
Bastilla arcuata là một loài bướm đêm thuộc họ Erebidae. Nó được tìm thấy ở khu vực châu Á tới Sundaland, Seram và New Guinea.
Ấu trùng ăn các loài Glochidion và Phyllanthus.